# Oncocnemis gerdis
Oncocnemis gerdis är en fjärilsart som beskrevs av Smith 1910. Oncocnemis gerdis ingår i släktet Oncocnemis och familjen nattflyn. Inga underarter finns listade i Catalogue of Life.